# Odontodes edemoides
Odontodes edemoides är en fjärilsart som beskrevs av Walker 1869. Odontodes edemoides ingår i släktet Odontodes och familjen nattflyn. Inga underarter finns listade i Catalogue of Life.